# Cryptografisch protocol
Een cryptografisch protocol, ook wel bekend als veiligheidsprotocol of encryptografisch protocol, is in de informatica een abstract of concreet computerprotocol dat voor de beveiliging dient van informatie, in het bijzonder bij gegevensoverdracht. In een cryptografisch protocol wordt met behulp van cryptografische methoden aangegeven hoe bepaalde algoritmen moeten worden gebruikt. Cryptografische protocollen worden onder meer toegepast op authenticaties, symmetrische cryptografieën en onweerlegbaarheid.

## Toepassing
Transport Layer Security TLS-protocollen zijn cryptografische protocollen die dienen om andere protocollen te beschermen, namelijk de HTTP-protocollen. Het authenticatiemechanisme van TLS-protocollen is op het systeem X.509 gebaseerd. Het diffie-hellman-sleuteluitwisselingsprotocol is een voorbeeld van een toepassing binnen een cryptografisch protocol, dat zelf ook weer als een cryptografisch protocol wordt beschouwd.
Cryptografische protocollen kunnen op abstract niveau het onderwerp zijn van formele verificatie.

## Geavanceerd
Blinde handtekeningen zijn een voorbeeld van geavanceerdere cryptografische protocollen die worden gebruikt bij elektronisch geld en officiële digitale certificaten. Het doel hiervan is niet alleen iemands persoonlijke gegevens te beschermen, maar ook om aan te geven dat de betreffende persoon bepaalde persoonlijke rechten heeft. Andrew Yao heeft in 1982 de veilige meerpartijencomputatie bedacht, een methode die bijvoorbeeld bij digitale veilingen wordt toegepast. Dankzij onweerlegbare handtekeningen kennen de deelnemers alleen hun eigen invoer en antwoord. Remailers zorgen ervoor dat de persoonlijke gegevens van de zender niet met een elektronisch bericht worden meegestuurd.

## Voorbeelden
- Internet Key Exchange
- IPsec
- Kerberos
- Off-the-Record Messaging
- Point to Point Protocol
- Secure Shell (SSH)
- Signal Protocol
- Transport Layer Security
- ZRTP
- Transport Layer Security (SSL)